# Llista de governadors de Coahuila

Escut de Coahuila

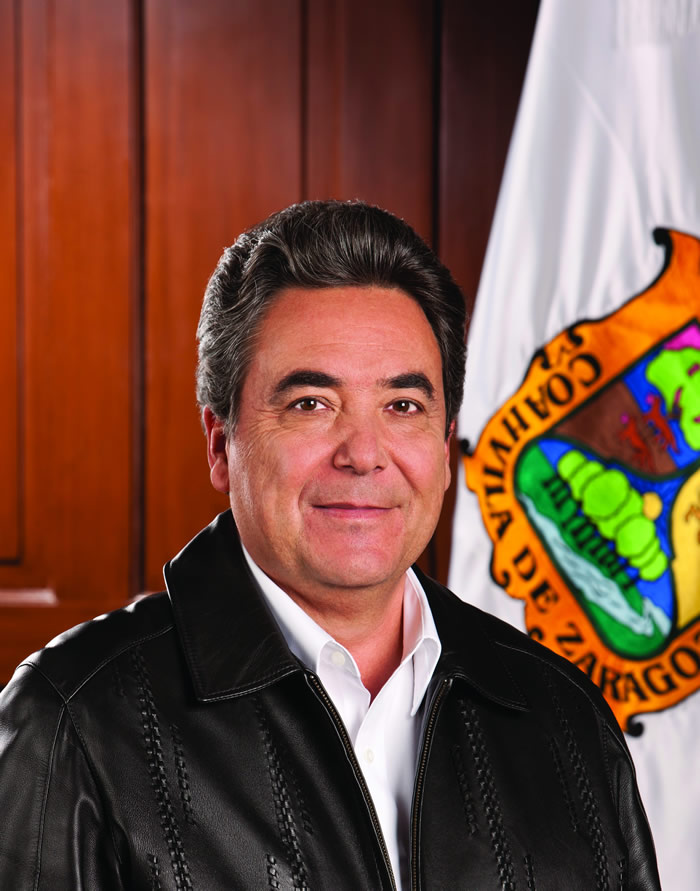
Jorge Juan Torres Lopez

Aquesta és la llista dels governadors de Coahuila. Segons la Constitució Política de l'Estat Lliure i Sobirà de Coahuila de Zaragoza, l'exercici del Poder Executiu d'aquesta entitat mexicana, es diposita en un sol individu, que es denomina Governador Constitucional de l'Estat Lliure i Sobirà de Coahuila de Zaragoza i que és elegit per a un període de 6 anys no reeligibles per cap motiu. El període governamental comença el dia 1 de desembre de l'any de l'elecció i acaba el 30 de novembre després d'haver transcorregut sis anys.
L'estat de Coahuila va ser creat en 1824 amb el nom de Coahuila i Texas, i és un dels estats originals de la federació, per la qual cosa al llarg de la seva vida històrica ha passat per tots els sistemes de govern vigents a Mèxic, tant el sistema federal com el sistema central, per la qual cosa la denominació de l'entitat ha variat entre estat i departament; variant juntament amb ella, la denominació del titular del Poder Executiu de l'Estat.
Els individus que han ocupat la governatura de l'Estat de Coahuila, així com en les seves diferents denominacions, han estat els següents:

## Governadors de la província de Coahuila i Texas
Llista dels governadors de Coahuila durant el període de la N0va Espanya (Incloent període de Nova Extremadura i Coahuila i Texas)
| Nom                                         | Anys              |
| Alonso de León                              | 1687 - 1691       |
| Diego Ramón (interino)                      | 1691              |
| Domingo de Terán de los Ríos                | 1691 - 1692       |
| Gregorio Salinas                            | 1692 - 1698       |
| Francisco Cuervo y Valdés                   | 1698 - 1703       |
| Matías de Aguirre                           | 1703 - 1705       |
| Martín de Alarcón (1r període)              | 1705 - 1708       |
| Simón de Padilla y Córdova                  | 1708 - 1714       |
| Pedro Fermín de Echever y Subiza            | 1714              |
| Juan de Valdes                              | 1714 - 1716       |
| José Antonio de Eca y Múzquiz               | 1716 - 1717       |
| Martín de Alarcón                           | 5/Ago/1717 - 1719 |
| José Azlo y Virto de Vera                   | 1719 - 1722       |
| Blas de la Garza Falcón (2n període)        | 1722 - 1729       |
| Manuel de Sandoval                          | 1729 - 1733       |
| Blas de la Garza Falcón (2n període)        | 1733 - 1735       |
| Clemente de la Garza Falcón                 | 1735 - 1739       |
| Juan García Pruneda                         | 1739 - 1744       |
| Pedro de Rábago y Terán                     | 1744 - 1754       |
| Manuel Antonio Bustillos y Ceballos         | 1754 - 1756       |
| Miguel de Sesman y Escudero                 | 1756 - 1757       |
| Ángel Martos y Navarrette                   | 1757 - 1759       |
| Jacinto de Barríos y Jáguregui (1r període) | 1759 - 1762       |
| Lorenzo Cancio Sierra y Cienfuegos          | 1762 - 1764       |
| Diego Ortiz de Parrilla                     | 1764 - 1765       |
| Jacinto de Barríos y Jáguregui (2n període) | 1765 - 1768       |
| José Costilla y Terán                       | 1768 - 1769       |
| Jacobo de Ugarte y Loyola                   | 1769 - 1777       |
| Juan de Ugalde                              | 1777 - 1783       |
| Pedro Fueros                                | 1783 - 1788       |
| Juan Gutiérrez de la Cueva (1r període)     | 1788 - 1790       |
| Miguel Jose de Emparán                      | 1790 - 1795       |
| Juan Gutiérrez de la Cueva (2n període)     | 1795 - 1797       |
| Antonio Cordero y Bustamante (1r període)   | 1797 - 1805       |
| José Joaquín de Ugarte                      | 1805 - 1809       |
| Antonio Cordero y Bustamante (2n període)   | 1809 - 1817       |
| Antonio García de Tejada                    | 1817 - 1818       |
| José Franco                                 | 1818 - 1819       |
| Manuel Pardo                                | 1819 - 1820       |
| Antonio Elosúa                              | 1820 - 1822       |

## Governadors de l'Estat Lliure i Sobirà de Coahuila de Zaragoza
| Nom                                        | Anys                    |
| Antonio Crespo                             | 1822-03-22 –1823-08-26  |
| Pedro Valdés                               | 1823-08-27 –1824-02-03  |
| José Rafael Eça y Múzquiz                  | 1824-02-03 –1824-08-15  |
| Rafael González                            | 1824-08-15 –1826-03-15  |
| José Ignacio de Arizpe                     | 1826-03-15 –1826-05-30  |
| José Ignacio de Arizpe                     | 1827-01-29 – 1827-08-01 |
| José María Viesca y Montes                 | 1827-08-01 – 1827-08-17 |
| Víctor Blanco de Rivera                    | 1827-08-17 – 1827-09-14 |
| José María Viesca y Montes                 | 1827-09-14 – 1830-10-01 |
| José Rafael Eça y Múzquiz                  | 1830-10-01 – 1831-01-05 |
| José María Viesca y Montes                 | 1831-01-05 – 1831-04-04 |
| José María de Letona                       | 1831-04-05 – 1831-04-28 |
| José Rafael Eça y Múzquiz                  | 1831-04-28 – 1831-05-10 |
| José María de Letona                       | 1831-05-10 – 1832-09-28 |
| José Rafael Eça y Múzquiz                  | 1832-09-01 – 1832-12-23 |
| Juan Martín de Beramendi                   | 1832-12-24 – 1833-09-07 |
| N/A                                        | 1833-09-08 – 1834-01-07 |
| Francisco Vidaurri y Villaseñor            | 1834-01-08 – 1834-07-23 |
| Juan José Elguézabal                       | 1834-07-23 – 1835-03-12 |
| José María Cantú                           | 1835-03-12 – 1835-03-24 |
| N/A                                        | 1835-03-25 – 1835-03-26 |
| Marcial Borrego                            | 1835-03-27 – 1835-04-15 |
| Agustín Viesca y Montes                    | 1835-04-15 – 1835-06-05 |
| N/A                                        | 1835-06-06 – 1835-07-17 |
| José Miguel Falcón                         | 1835-07-18 – 1835-08-13 |
| Bartolomé de Cárdenas                      | 1835-08-13 – 1835-08-15 |
| José Rafael Eça y Múzquiz                  | 1835-08-15 – 1837-03-11 |
| Francisco García Conde                     | 1837-03-11 – 1839-04-03 |
| Isidro Reyes                               | 1839-04-03 – 1841-01-05 |
| José Ignacio de Arizpe                     | 1841-01-05 – 1842-01-05 |
| Francisco Mejía                            | 1842-01-05 – 1843-03-22 |
| José Juan Sánchez Estrada                  | 1843-03-22 – 1843-04-27 |
| José Antonio Vizcayno                      | 1843-04-27 – 1844-05-15 |
| Francisco Mejía                            | 1844-05-15 – 1845-01-03 |
| Santiago Rodríguez del Bosque              | 1845-01-03 – 1846-01-15 |
| Rafael Vázquez                             | 1846-01-16 – 1846-09-16 |
| José María de Aguirre González             | 1846-02-07 – 1846-10-17 |
| Santiago Rodríguez del Bosquea             | 1846-10-17 – 1846-10-26 |
| José María de Aguirre González             | 1846-10-26 – 1847-06-30 |
| N/A                                        | 1847-07-01 – 1848-08-07 |
| Eduardo González Laso                      | 1848-08-08 – 1849-02-28 |
| Santiago Rodríguez del Bosque              | 1849-03-01 – 1850-09-25 |
| Juan Vicente Campos                        | 1850-09-25 – 1850-09-29 |
| José María de Aguirre González             | 1850-09-30 – 1850-10-22 |
| Rafael de la Fuente Berlanga               | 1850-10-22 – 1851-09-03 |
| Santiago Rodríguez del Bosque              | 1851-09-04 – 1857-05-27 |
| Jerónimo Cardona                           | 1853-10-01 – 1854-10-31 |
| Jerónimo Cardona                           | 1854-03-01 – 1854-05-31 |
| Santiago Vidaurri                          | 1856-02-19 – 1864-02-26 |
| N/A                                        | 1864-02-27 – 1864-02-28 |
| Andrés S. Viesca Bagües                    | 1864-03-01 – 1864-04-30 |
| Miguel Gómez Cárdenas                      | 1864-05-06 – 1864-05-30 |
| N/A                                        | 1864-05-31 – 1864-05-31 |
| Manuel Quesada                             | 1864-06-01 – 1864-06-09 |
| Juan Antonio Claudio de la Fuente Cárdenas | 1864-06-09 – 1864-10-05 |
| Gregorio Galindo Flores                    | 1864-10-05 – 1865-04-07 |
| Andrés S. Viesca Bagües                    | 1865-04-07 – 1867-02-21 |
| Juan Antonio Claudio de la Fuente Cárdenas | 1867-02-21 – 1867-03-16 |
| Andrés S. Viesca Bagües                    | 1867-03-17 – 1867-08-27 |
| Antonio Valdés Carrillo                    | 1867-08-27 – 1867-09-06 |
| Andrés S. Viesca Bagües                    | 1867-09-02 – 1867-12-15 |
| Victoriano Cepeda Camacho                  | 1867-12-15 – 1869-03-06 |
| Juan N. Arizpe Cárdenas                    | 1869-03-06 – 1869-06-10 |
| Victoriano Cepeda Camacho                  | 1869-06-10 – 1870-02-10 |
| Melchor Lobo Rodríguez                     | 1870-02-11 – 1870-06-02 |
| Victoriano Cepeda Camacho                  | 1870-06-03 – 1871-09-27 |
| N/A                                        | 1870-06-10 – 1870-07-10 |
| Francisco de la Peña Fuentes               | 1871-09-27 – 1871-11-04 |
| Victoriano Cepeda Camacho                  | 1871-11-04 – 1871-12-05 |
| Hipólito Charles                           | 1871-12-05 – 1872-07-17 |
| Ismael Salas                               | 1872-07-17 – 1872-08-05 |
| Antonio de Jesús García Carrillo           | 1872-01-01 – 1872-01-01 |
| Victoriano Cepeda Camacho                  | 1872-08-05 – 1872-09-11 |
| Miguel Palacios                            | 1872-09-11 – 1872-09-11 |
| Juan N. Arizpe Cárdenas                    | 1872-09-11 – 1872-10-04 |
| Jesús Valdés Mejía                         | 1872-10-01 – 1872-11-01 |
| Victoriano Cepeda Camacho                  | 1872-11-01 – 1873-01-02 |
| Jesús Valdés Mejía                         | 1873-01-02 – 1873-01-18 |
| Victoriano Cepeda Camacho                  | 1873-01-18 – 1873-12-30 |
| Carlos Fuero                               | 1873-12-31 – 1874-06-05 |
| Ismael Salas                               | 1874-06-05 – 1874-06-17 |
| Antonio de Jesús García Carrill            | 1874-06-17 – 1876-08-24 |
| Blas Rodríguez Farías                      | 1876-08-25 – 1876-12-04 |
| Hipólito Charles                           | 1876-12-04 – 1877-10-08 |
| Melchor Lobo Rodríguez                     | 1877-10-08 – 1877-12-27 |
| N/A                                        | 1877-12-28 – 1877-12-30 |
| Hipólito Charles                           | 1877-12-31 – 1879-12-04 |
| Jesús Valdés Mejía                         | 1879-12-04 – 1880-03-04 |
| Hipólito Charles                           | 1880-03-04 – 1880-12-04 |
| Encarnación Dávila Peña                    | 1880-12-04 – 1880-12-15 |
| Evaristo Madero Elizondo                   | 1880-12-15 – 1884-05-01 |
| Antonio V. Hernández Lombraña              | 1882-12-13 – 1883-05-13 |
| Encarnación Dávila Peña                    | 1883-10-29 – 1883-12-31 |
| Blas Rodríguez Farías                      | 1883-12-31 – 1884-03-01 |
| Francisco de Paula Ramos                   | 1884-05-01 – 1884-08-29 |
| Praxedis de la Peña García                 | 1884-08-29 – 1884-11-20 |
| Telésforo Fuentes                          | 1884-11-20 – 1884-12-15 |
| Julio María Cervantes Aranda               | 1884-12-15 – 1886-02-15 |
| José María Garza Galán                     | 1886-02-15 – 1889-12-15 |
| Jesús de Valle de la Peña                  | 1888-00-00 – 1888-00-00 |
| José María Garza Galán                     | –1893                   |
| José María Múzquiz                         | –1894                   |
| Miguel Cárdenas                            | 1894–1909               |
| Jesús de Valle                             | 1909–1911               |

## Governadors després de la revolució mexicana
- (1911): Venustiano Carranza
- (1917): Gustavo Espinoza Mireles
- (1917): Bruno Neira González
- (1917): Alfredo Breceda
- (1917 - 1920): Gustavo Espinosa Mireles
- (1920: Porfirio Cadena Riojas
- (1920 - 1921): Luis Gutiérrez Ortiz
- (1921 - 1923): Arnulfo González
- (1923 - 1925): Carlos Garza Castro
- (1925 - 1928): Manuel Pérez Treviño
- (1928 - 1929): Bruno Neira González
- (1929 - 1933): Nazario S. Ortiz Garza
- (1933 - 1937): Jesús Valdéz Sánchez
- (1937 - 1941): Pedro Rodríguez Triana
- (1941): Gabriel Cervera Riza
- (1941 - 1945): Benecio López Padilla
- (1945 - 1947): Ignacio Cepeda Dávila
- (1947 - 1948): Ricardo Ainsle Rivera
- (1948): Páz Faz Riza
- (1948 - 1951): Raúl López Sánchez
- (1951 - 1957): Román Cepeda Flores
- (1957 - 1963): Raúl Madero
- (1963 - 1969): Braulio Fernández Aguirre
- (1969 - 1975): Eulalio Gutiérrez Treviño
- (1975 - 1981): Oscar Flores Tapia
- (1981): Francisco José Madero González
- (1981 - 1987): José de las Fuentes Rodríguez
- (1987 - 1993): Eliseo Mendoza Berrueto
- (1993 - 1999): Rogelio Montemayor
- (1999 - 2005): Enrique Martínez y Martínez
- (2005 - 2011: Humberto Moreira
- (2011 - 2011): Jorge Torres López
- (2011 en el càrrec): Rubén Moreira Valdez